# Spencer Prior
Spencer Justin Prior (Southend-on-Sea, 22 aprile 1971) è un dirigente sportivo, allenatore di calcio ed ex calciatore britannico, di ruolo difensore.

## Palmarès

### Giocatore

#### Competizioni nazionali
- Coppa di Lega inglese: 1

Leicester City: 1996-1997